# Гірсон Арон Ісакович
Арон Ісакович Гірсон (рос. Арон Исаакович Гирсон; 14 квітня 1938, Куйбишев, РРФСР — 20 лютого 2022) — радянський російський футболіст, нападник, вихованець куйбишевського футболу. Високий, сильний, різкий, форвард таранного типу.

## Життєпис
У дитячому віці грав на стадіоні «Локомотив», перший тренер — Олександр Чистов. Увагу тренерів команди «Крила Рад» привернув до себе під час виступів за юнацьку збірну міста.
Гірсон прийшов до «Крила Рад» у 1957 році разом із Володимиром Бреднєвим, Миколою Карасьовим, Галімзяном Хусаїновим (з останнім ділив одну ставку в 1100 рублів на двох). 3 серпня 1958 року відбувся його дебют в основному складі «Крил Рад»: напередодні відзначився двома голами дублерам ЦСК МО, і після матчу старший тренер Олександр Кузьмич Абрамов сказав: «Готуйся, гратимеш із московським „Динамо“». Це був єдиний у житті шанс закріпитися у складі «Крил Рад». Той матч із «Динамо» став не найкращим у його футбольній біографії.
Отриммав і другий шанс — наприкінці 1960-го. Коли після відчайдушної боротьби за право виступати у «вищому світлі» вітчизняного футболу «Крила Рад» таки вилетіли до класу «Б», було оголошено збір найкращих куйбишевських футболістів, які виступали за команди інших міст. Згадали тоді й про те, що в калінінградській «Балтиці» грають Володимир Соловйов, Борис Спіркін, Арон Гірсон. Патріоти рідного міста, всі троє одразу ж написали заяви про перехід до «Крил». Але інші «патріоти» з Калінінградського обкому КПРС покрили ці заяви «козирями» — повістками до Військового комісаріату. Вони розуміли, що втрачають: волжани вивели команду в лідери прибалтійської та західноукраїнської зони класу «Б», Гірсон лише за перший свій сезон у «Балтиці» набив 18 голів.
У 1961 носив пов'язку капітана збірної РРФСР, сформованої з гравців класу «Б».
Разом із гравцями одеського СКА став майстром спорту СРСР, виграв Чемпіонат УРСР з футболу.
Отримав Гірсон і третій шанс закріпитися в «Крилах» — як тренер-селекціонер при Всеволоді Блінкові, але втратив і цей шанс, вирушив разом із опальним Альфредом Федоровим у Тольятті робити нову команду для вищої ліги.